# Викрамасингхе, Чандра
Нали́н Ча́ндра Викрамаси́нгхе (англ. Nalin Chandra Wickramasinghe; род. 20 января 1939, Коломбо) — британский физик, астроном и астробиолог из Шри-Ланки. Директор «Кардиффского Центра Астробиологии».

## Биография
Он был студентом и сотрудником Фреда Хойла. Их объединенная работа над инфракрасным спектром межзвёздной пыли привела к развитию гипотезы панспермии. Эта гипотеза предполагает, что космическая пыль в межзвездной среде и в кометах является частично органической, и что жизнь на Земле была внесена из космоса, вместо того, чтобы возникнуть на ней через абиогенез. Его последняя работа пытается расширить гипотезу кометной панспермии в сотрудничестве с Карлом Х. Гибсоном, Рхоном Джозефом и Рудольфом Шильдом.